# مورتن كارلسن
مورتن كارلسن (بالدنماركية: Morten Karlsen)‏ (25 مارس 1979 في الدنمارك - ) هو لاعب كرة قدم دانمركي في مركز الوسط. شارك مع منتخب الدنمارك تحت 21 سنة لكرة القدم. أما مع النوادي، فقد لعب مع بي إي سي زفوله ونادي إيسبيرغ ونادي راندرس ونادي لينغبي ونادي نوردشيلاند ونادي كويه ‏ وBoldklubben af 1893 ‏.

## وصلات خارجية
- مورتن كارلسن على موقع قاعدة بيانات كرة القدم.إي يو (الإنجليزية)
- مورتن كارلسن على موقع عالم كرة القدم.نت (الإنجليزية)